# Калинковичи
Кали́нковичи (бел. Калінкавічы, классич. бел. Каленкавічы) — город в Гомельской области на юго-востоке Республики Беларусь. Административный центр Калинковичского района. Город Калинковичи находится в 122 км к юго-западу от Гомеля, до Минска — 275 км, в 11 км расположен город Мозырь.
Численность населения — 36 656 человек (на 1 января 2025 года).

## Этимология
Топоним Калинковичи имеет патронимичное происхождение, про что свидетельствует финальная часть -ичи. Согласно наиболее распространённому мнению, в основе названия города лежит имя Каленик или производное от него — Каленка. Также существует мнение, что топоним произошёл от фамилии Каленкович.
Традиционное историческое название города — Каленковичи. Теперешнее официальное название — Калинковичи. Эта форма появилась на картах только в 1930-е года, видимо, из причины поиска субъективно более милозвучной формы (возможно, советскому чиновнику в названии послышалась ассоциация с коленками, тем временем в российских православных святцах греческое имя Каленик значится в форме Калиник. При этом аналогичное название — Каленковичи — сохранила деревня на западе Беларуси, которая в это время не входила в состав СССР. В нормативном справочнике «Названия населённых пунктов Республики Беларусь» традиционное историческое название Каленковичи фиксируется как вариантная форма. Это значит, что при желании местных жителей и властей она может стать нормативной.

## География
С востока на запад через город протекает мелиоративный канал № 1 — река Нетечь, приток реки Неначь, с правым безымянным притоком, протекающим с северо-запада.

## Геральдика
Герб и флаг утверждены решением Калинковичского районного Совета депутатов от 27 декабря 2001 года № 86. Зарегистрированы в Гербовом матрикуле Республики Беларусь 23 января 2002 года № 78.

## История
Впервые упомянуты в 1552 году в описании Мозырского замка как село Калениковичи Мозырской волости Великого княжества Литовского.
В середине XVIII века селение насчитывало 25 домов, и было центром парафии (религиозной округи).
В 1793 году, после 2-го раздела Речи Посполитой, Калинковичи стало местечком в 36 дворов с населением 116 мужчин в Речицком уезде, которое принадлежало князю Шаховскому.
В 1805 году местечко отошло в собственность казны.
В 1866 году здесь насчитывалось 100 дворов.
В 1886 году была построена железнодорожная станция Калинковичи.
В 1916 году станция стала важным транспортным узлом.
В 1925 году Калинковичам присвоен статус города.
В 1938 году, при создании Полесской области, ЦИК БССР установил центром новой области город Калинковичи, а Мозырь был установлен временным центром области до перенесения областных учреждений в город Калинковичи. В дальнейшем, однако, к идее переноса центра области в Калинковичи не возвращались.
В 1939 году работало множество промышленных мастерских, учреждений образования и культуры, издавалась районная газета, проживало около 10 000 человек.

### Великая Отечественная война
В августе 1941 года в районе западнее Калинковичей располагался штаб 3-й армии Центрального фронта, начальник штаба — генерал-майор А. С. Жадов.
22 августа 1941 года в ходе Великой Отечественной войны город был оккупирован немецкой армией. 20-22 сентября немцами в рамках политики геноцида евреев было создано и полностью уничтожено гетто. В годы оккупации в Калинковичах действовала подпольная комсомольско-молодёжная организация «Смугнар».
Калинковичи были освобождены войсками К. К. Рокоссовского в ходе Калинковичско-Мозырской операции 14 января 1944 года. Освобождая город, погибли 853 воина Белорусского фронта, из них 15 были удостоены звания Героя Советского Союза. Красное Знамя на здание Калинковичского городского Совета водрузил Николай Петрович Жгун.
| - 81-я стрелковая дивизия - 253-я стрелковая дивизия - 254-я стрелковая дивизия - 356-я стрелковая дивизия - 1-я гвардейская мотострелковая дивизия - 68 отдельная танковая бригада - 237 самоходный артиллерийский полк - 5-я артиллерийская дивизия прорыва - 41 отдельная истребительная противотанковая артиллерийская бригада | - 44 отдельная пушечная артиллерийская бригада - 67 гвардейский пушечный артиллерийский полк - 206 истребительный противотанковый артиллерийский полк - 732 отдельный истребительный противотанковый артиллерийский дивизион - 821-й отдельный разведывательный артиллерийский дивизион - 3 гвардейский батальон инженерных заграждений - 86 отдельный штурмовой инженерно-сапёрный батальон - 257 отдельный моторизованый инженерный батальон - 57-й бомбардировочный авиационный полк - 517-й истребительный авиационный полк - 779-й бомбардировочный авиационный полк |

За участие в боях за освобождение Калинковичей, участники Калинковичско-Мозырской операции стали Почётными гражданами города:
- в 1969 году — Ежак Павел Кузьмич (1918 —?), командир 154-й роты разведки 81-й стрелковой дивизии, отличился в боях за освобождение города; Жгун Николай Петрович (1917—1989); Кирсанов Александр Васильевич (1898—1994), командир 76-й гвардейской стрелковой дивизии, которая 14 января 1944 года освободила центральную часть города; Ладутько Иван Иванович (1916—2011), командир батальона 218-го гвардейского стрелкового полка 77-й стрелковой дивизии, которая 14 января 1944 года после жестокого боя в числе первых вступила в Калинковичи и заняла железнодорожный вокзал; Панов Михаил Федорович (1901—1979), генерал-майор танковых войск, корпус которого во взаимодействии с войсками 65-й армии генерала П. И. Батова прорвал оборону противника севернее города. За проявленную в этих боях доблесть корпус был награждён орденом Суворова II степени, а 1-я гвардейская мотострелковая бригада получила наименование Калинковичской; Шеремет Михаил Иванович (1910—1980), начальник штаба 76-й гвардейской стрелковой дивизии, участвовавшей в боях за освобождение Калинковичей. Вместе с командиром дивизии А. В. Кирсановым осуществлял руководство боевыми действиями своих подразделений по освобождению города и района.
- в 1979 году — Есин Николай Ильич (1923—1988), лично захвативший 13 «языков», уничтоживший 29 фашистских солдат, подорвавший гранатами 5 огневых точек противника. 15 июля 1944 года тяжело ранен, остался без ног.
- в 1984 году — Ананьев Анатолий Андреевич (1925—2001), участник боёв и русский советский прозаики, который героизму советских воинов в этих боях и их послевоенным судьбам посвятил роман «Версты любви» (1971), а также повесть «Малый заслон», который повествует о боевых действиях во время операции, и завершается фразой: «… Калинковичи взяты»; Батов Павел Иванович (1887—1985), командующий 65-й армией, участвовавшей в боях за освобождение Калинковичей. Его именем названа улица в городе; Кузубов Леонид Трифонович (1929—2017), участник боёв, известный русский поэт и прозаик.
- в 1987 году — Шахбазов Араб Совбетович (1910—1980), участник боёв, в ходе которых получил тяжелое ранение и за проявленную доблесть был награждён орденом Отечественной войны II степени.
- в 2005 году — Лядвиг Эдуард Иванович (1917 —?), уроженец деревни Черновщины современного Калинковичского района, боец истребительного батальона и партизанского отряда имени К. Е. Ворошилова, заместитель по разведке командира 99-й Калинковичской партизанской бригады, позднее комиссар 6-го отряда 2-й Калинковичской партизанской бригады. Советский районный руководитель и депутат

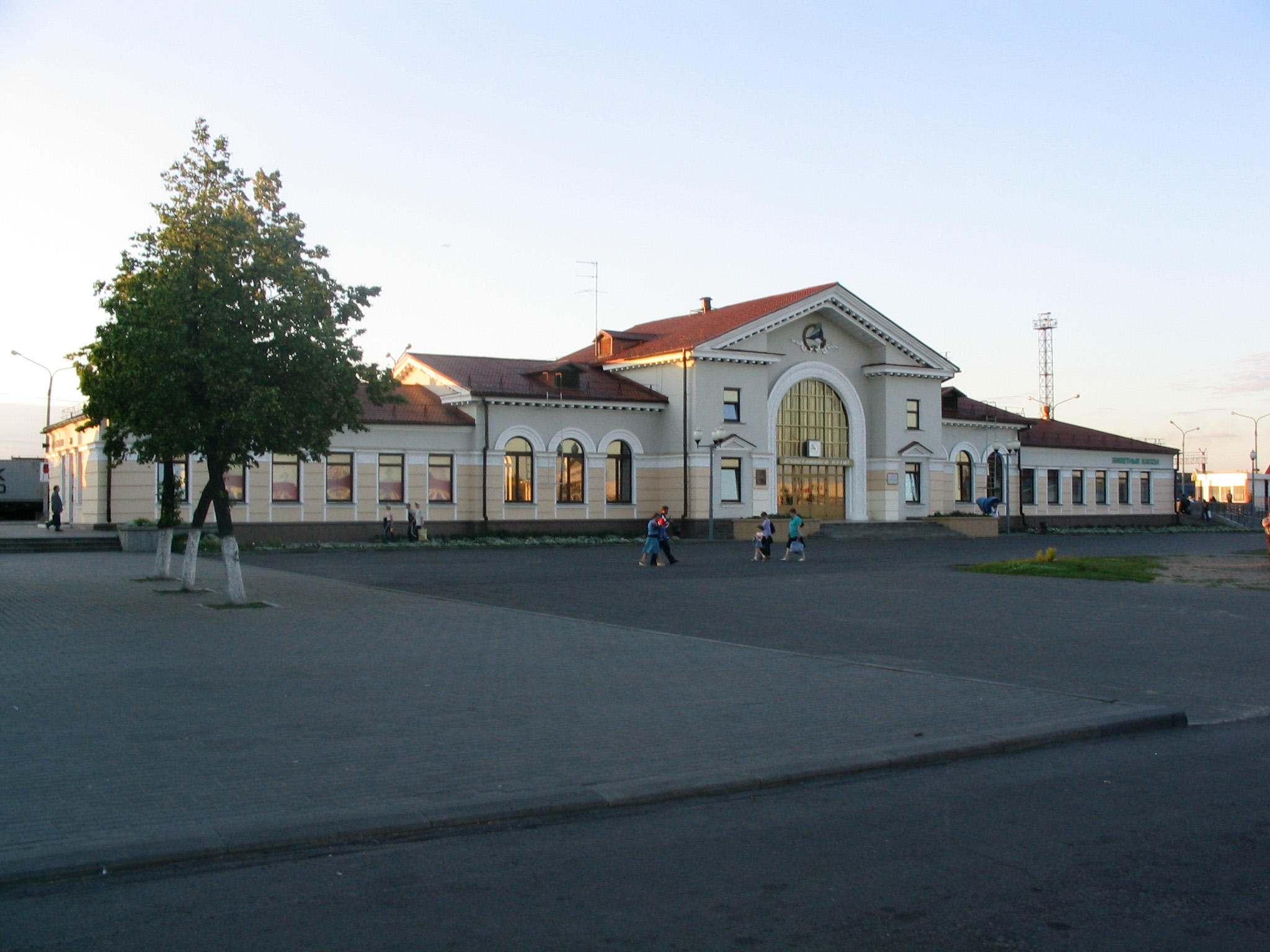
Железнодорожный вокзал
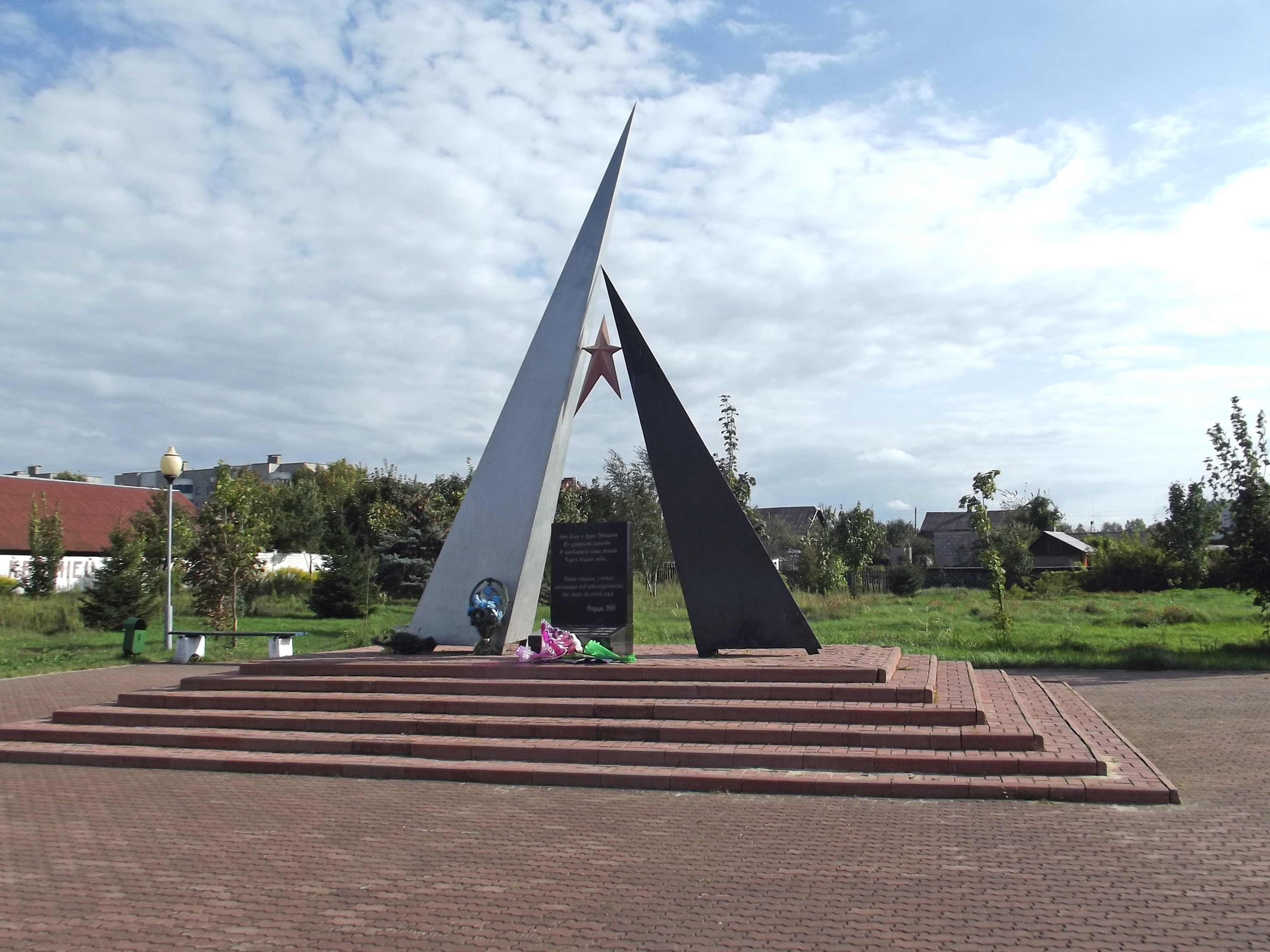
Памятник павшим в Афганистане
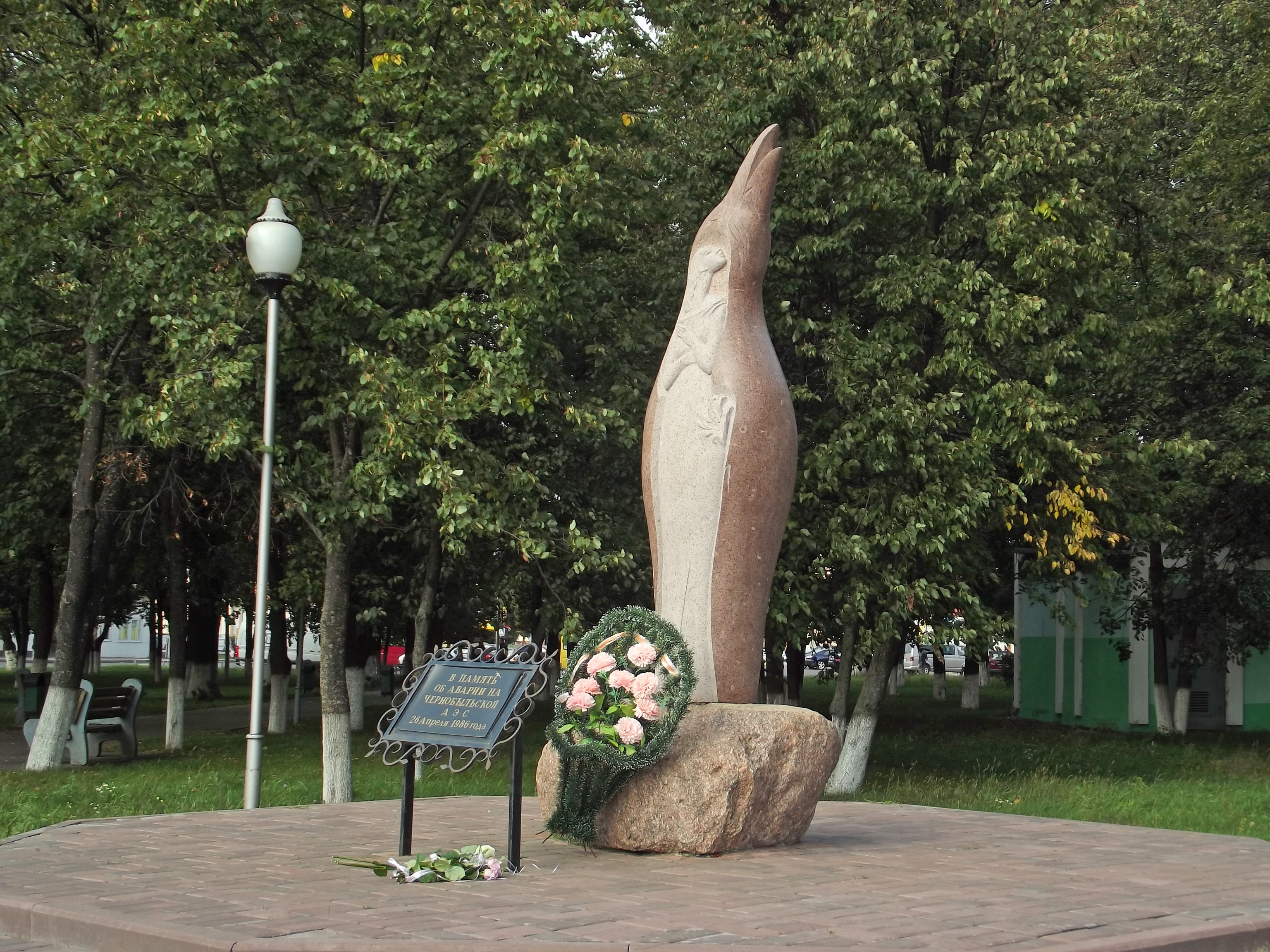
Память о Чернобыле

### Послевоенные годы
В 1961 году в городе был найден монетный клад XVII века. Это одна из крупнейших находок медных солидов.
С 1963 года город в областном подчинении. В настоящее время — город районного подчинения.
В период Афганской войны многие уроженцы города и района были её участниками: Дорожко Владимир Григорьевич (1967—2017), награждён орденом Красной звезды, является Почётным гражданином города (1989). Погибшим в Афганистане — Корбаль Петр Николаевич (1964—1983, Корчуганов Артур Сергеевич (1969—1988), Самсонов Юрий Александрович (1966—1987) — посвящен памятник Воинам-интернационалистам на аллее Героев.

### Послераспада СССР
1 декабря 1998 года Калинковичский район и город Калинковичи объединены в одну административно-территориальную единицу — Калинковичский район с административным центром город Калинковичи.
В 2024 году в связи с празднованием 80-й годовщины освобождения Беларуси от немецко-фашистских захватчиков и Победы советского народа в Великой Отечественной войне, а также в целях увековечения подвига воинов Красной Армии, рабочих, партизан и подпольщиков, совершенного ими при обороне и освобождении белорусских городов и других населённых пунктов город Калинковичи награждён вымпелом «За мужнасць і стойкасць у гады Вялікай Айчыннай вайны» (Указ Президента Республики Беларусь от 2 февраля 2024 года № 44).
В 2024 году Калинковичский район отмечает 100-летний юбилей, Калинковичи — 472-летие города.
В современных Калинковичах основные улицы застроены двух-, пяти-, девяти-, и 10-и этажными домами. Созданы 3 микрорайона. Является одним из крупных железнодорожных узлов Республики Беларусь.

Достопримечательности города
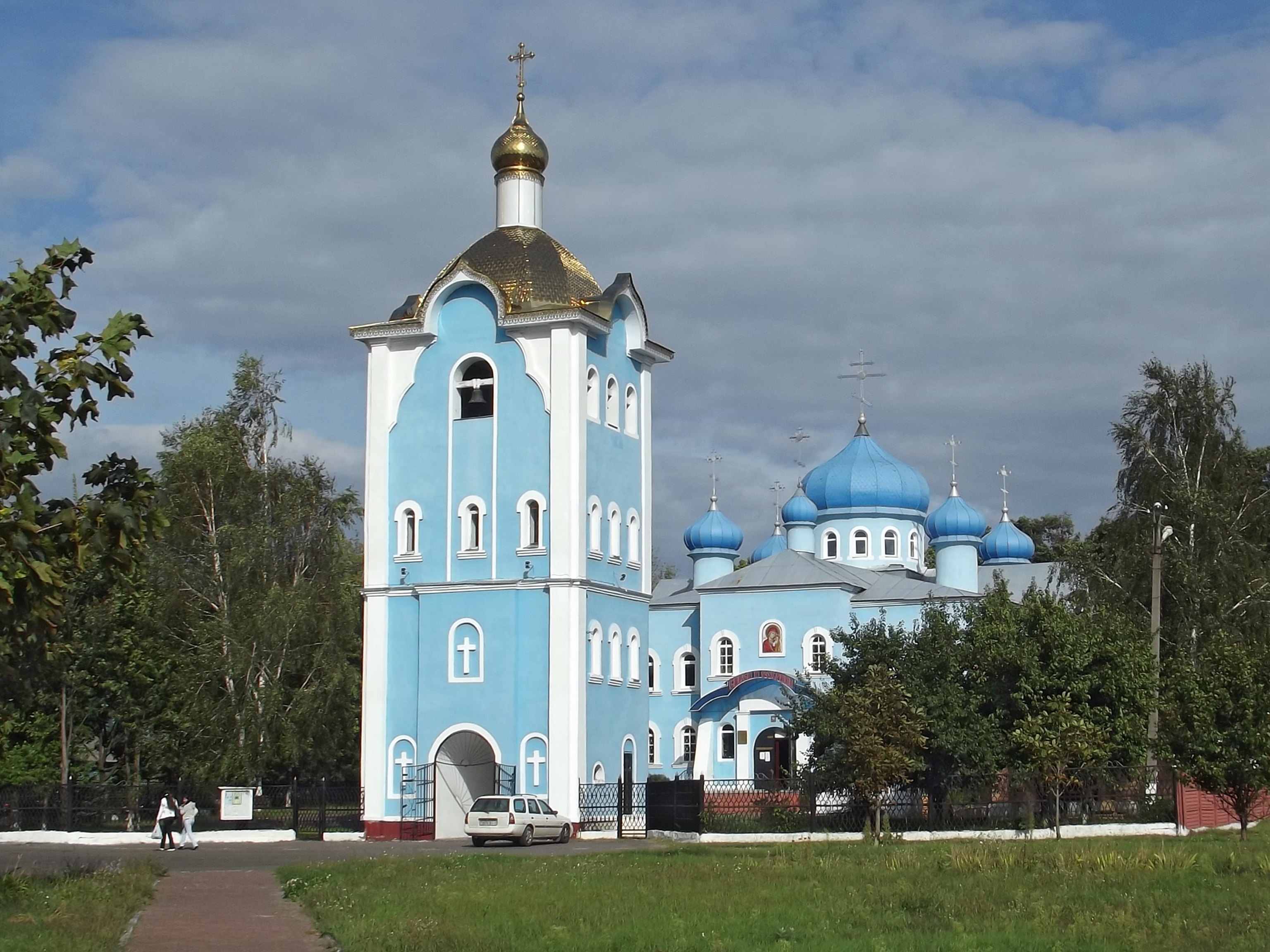
Церковь Казанской Иконы Божьей Матери
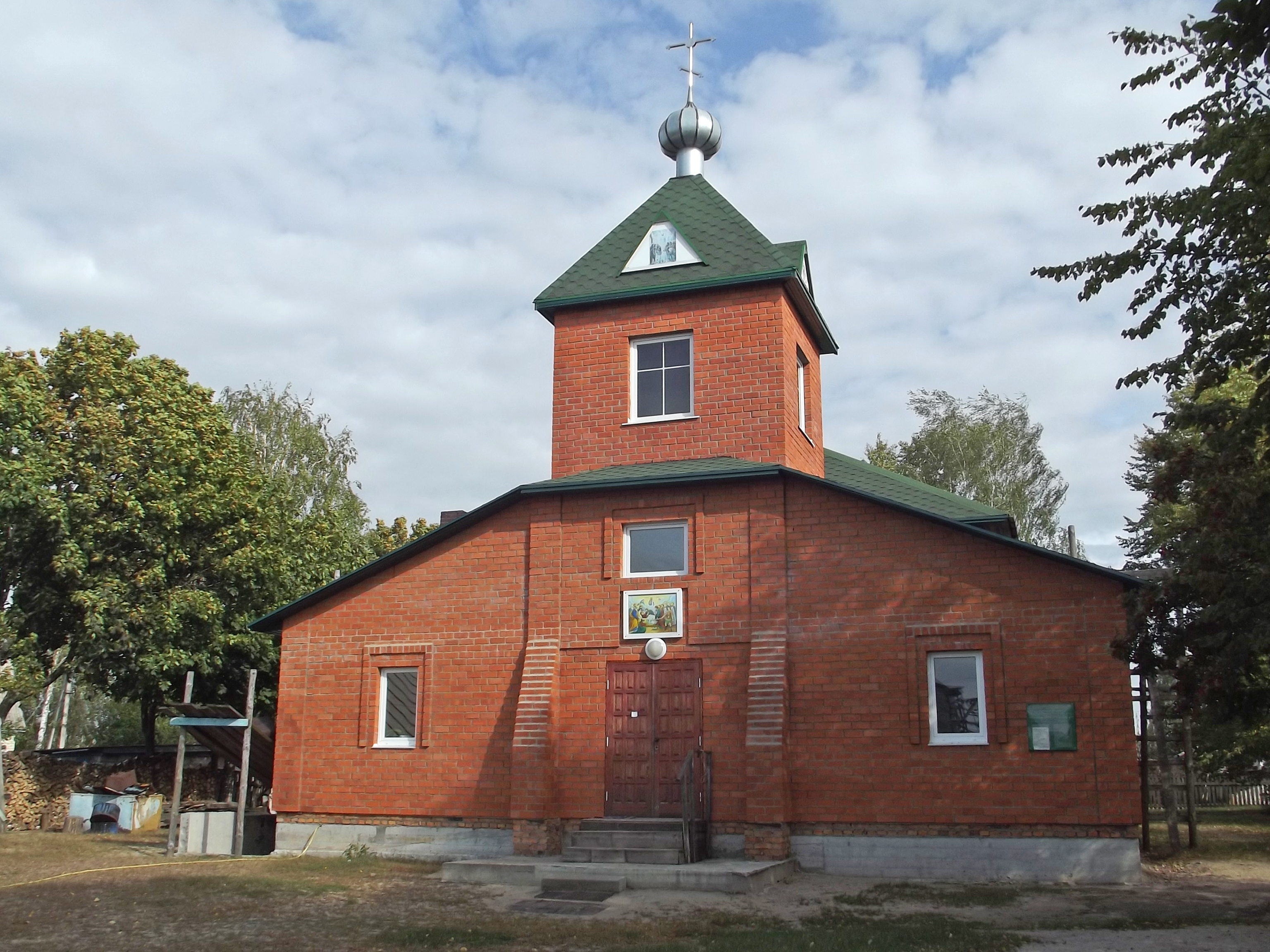
Успенская церковь
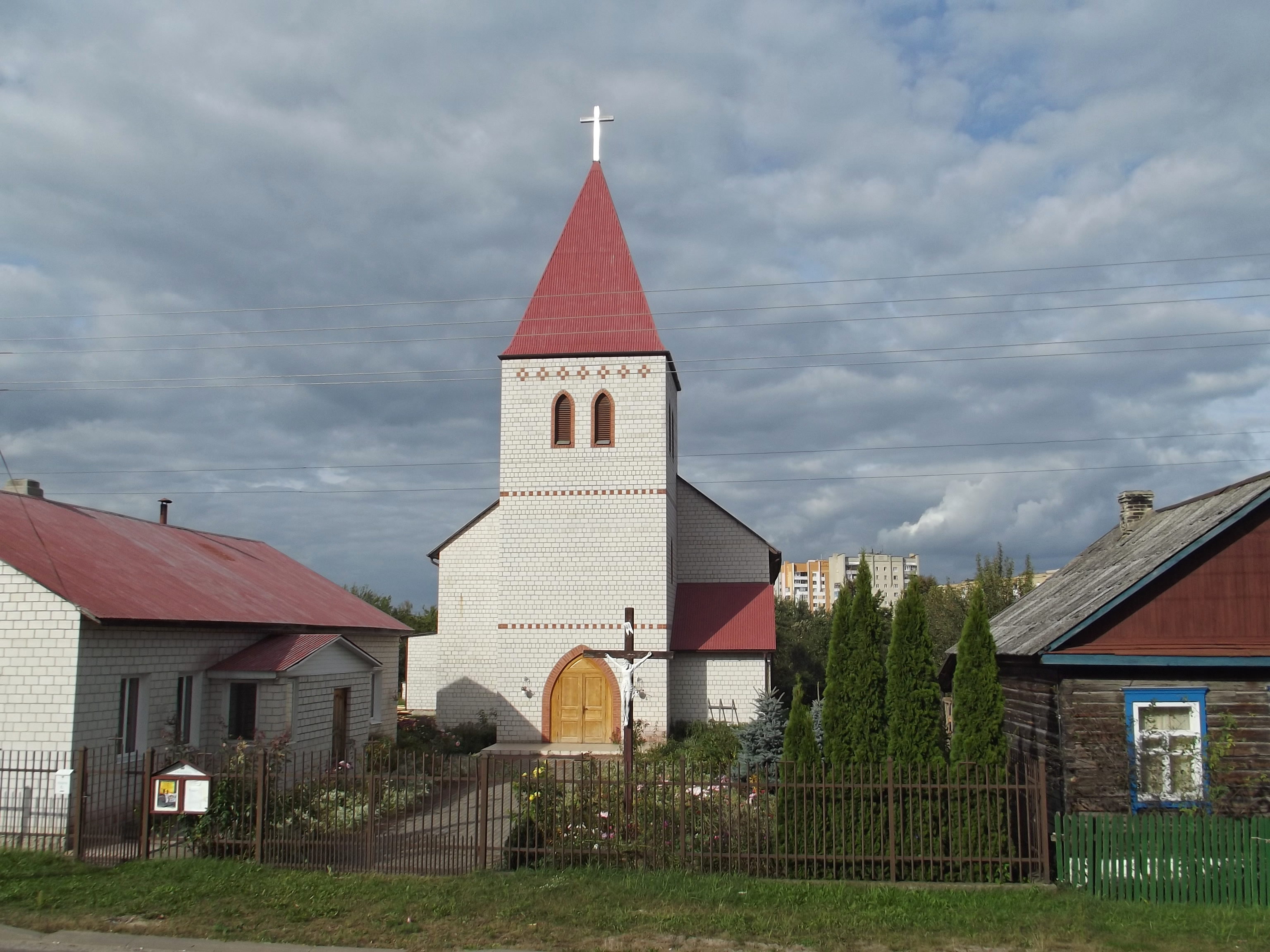
Католический храм
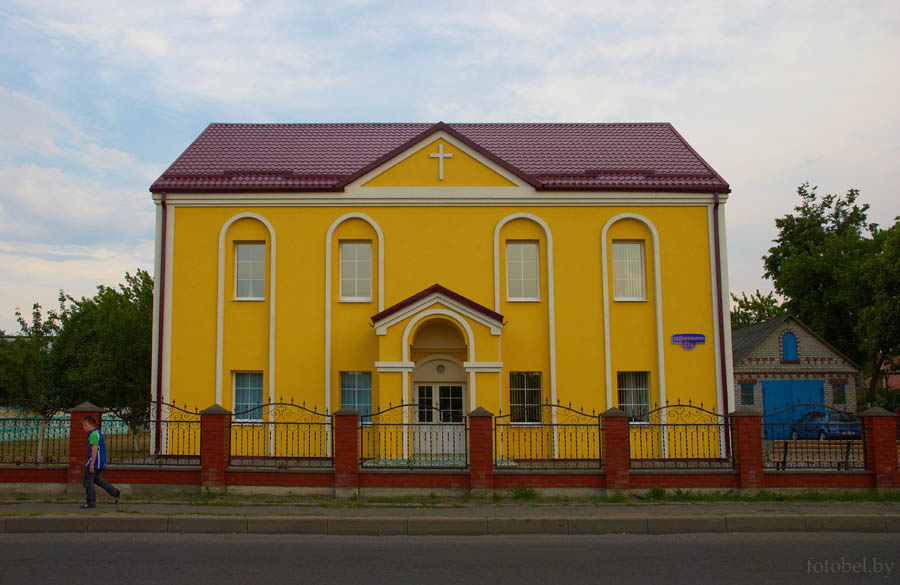
Церковь христиан веры евангельской

## Демография
Численность населения — 36 656 человек (на 1 января 2025 года). Численность населения — 37 050 человек (на 1 января 2023 года).
| Численность населения: |
| График не отображается по техническим причинам. Чтобы исправить это, воспроизведите график в новом формате, если это возможно. |

| Год            | 1897 | 1939  | 1959   | 1970   | 1979   | 1989   | 2006   | 2018   | 2019   | 2021   | 2023    | 2024 | 2025    |
| -------------- | ---- | ----- | ------ | ------ | ------ | ------ | ------ | ------ | ------ | ------ | ------- | ---- | ------- |
| Население чел. | 1300 | ▲9799 | ▲14942 | ▲23918 | ▲33405 | ▲40980 | ▼37774 | ▲40282 | ▼37851 | ▼37633 | ▼37 050 |      | ▼36 656 |

| Национальный состав по переписи населения 2009 года | Национальный состав по переписи населения 2009 года | Национальный состав по переписи населения 2009 года |
| Народ                                               | Численность                                         | %                                                   |
| --------------------------------------------------- | --------------------------------------------------- | --------------------------------------------------- |
| Белорусы                                            | 35 297                                              | 91,96 %                                             |
| Русские                                             | 1883                                                | 4,91 %                                              |
| Украинцы                                            | 588                                                 | 1,53 %                                              |
| Цыгане                                              | 134                                                 | 0,35 %                                              |
| Евреи                                               | 79                                                  | 0,21 %                                              |
| Поляки                                              | 44                                                  | 0,11 %                                              |
| Армяне                                              | 29                                                  | 0,08 %                                              |
| Азербайджанцы                                       | 26                                                  | 0,07 %                                              |

По данным переписи населения 1939 года в Калинковичах проживали 5152 белоруса (52,6 %), 3386 евреев (34,6 %), 790 русских (8,1 %), 338 украинцев (0,3 %), 66 поляков, 67 представителей других национальностей.
В 2017 году в Калинковичах родилось 493 и умерло 446 человек. Коэффициент рождаемости — 12,2 на 1000 человек, коэффициент смертности — 11,1 на 1000 человек.

## Экономика
В городе действуют промышленные предприятия
- ОАО «Калинковичский мясокомбинат»[28]
- ОАО «Калинковичихлебопродукт» (производит муку и комбикорм, работает 1132 человека)[29]
- УП «Калинковичский молочный комбинат» (создан в 1978 году)[30]
- СООО «Белсыр» (создан в 2002 году, производит 23 т сыра в сутки)[31]
- КПУП «Калинковичский мебельный комбинат»
- ОАО «Калинковичский завод бытовой химии» (производит моющие вещества, растворители, охлаждающие и стеклоомывающие жидкости, пластилин, детские акварель и гуашь, канцелярский клей)
- ОАО «Калинковичский ремонтно-механический завод» (производит оборудование для сельского хозяйства)[32]
- ОАО «Калинковичский завод железобетонных изделий» (первоначально специализировался на производстве изделий для водно-мелиоративных работ)[33]
- Калинковичский хлебозавод — филиал ОАО «Гомельхлебпром»
- ООО «Скар» (производит пластиковые ёмкости, пластиковые плёнки и пакеты, агломерат и вторичные гранулы полиэтилена)[34]

Ранее в городе работал завод кровельных материалов, который был ликвидирован в 1997 году

## Транспорт

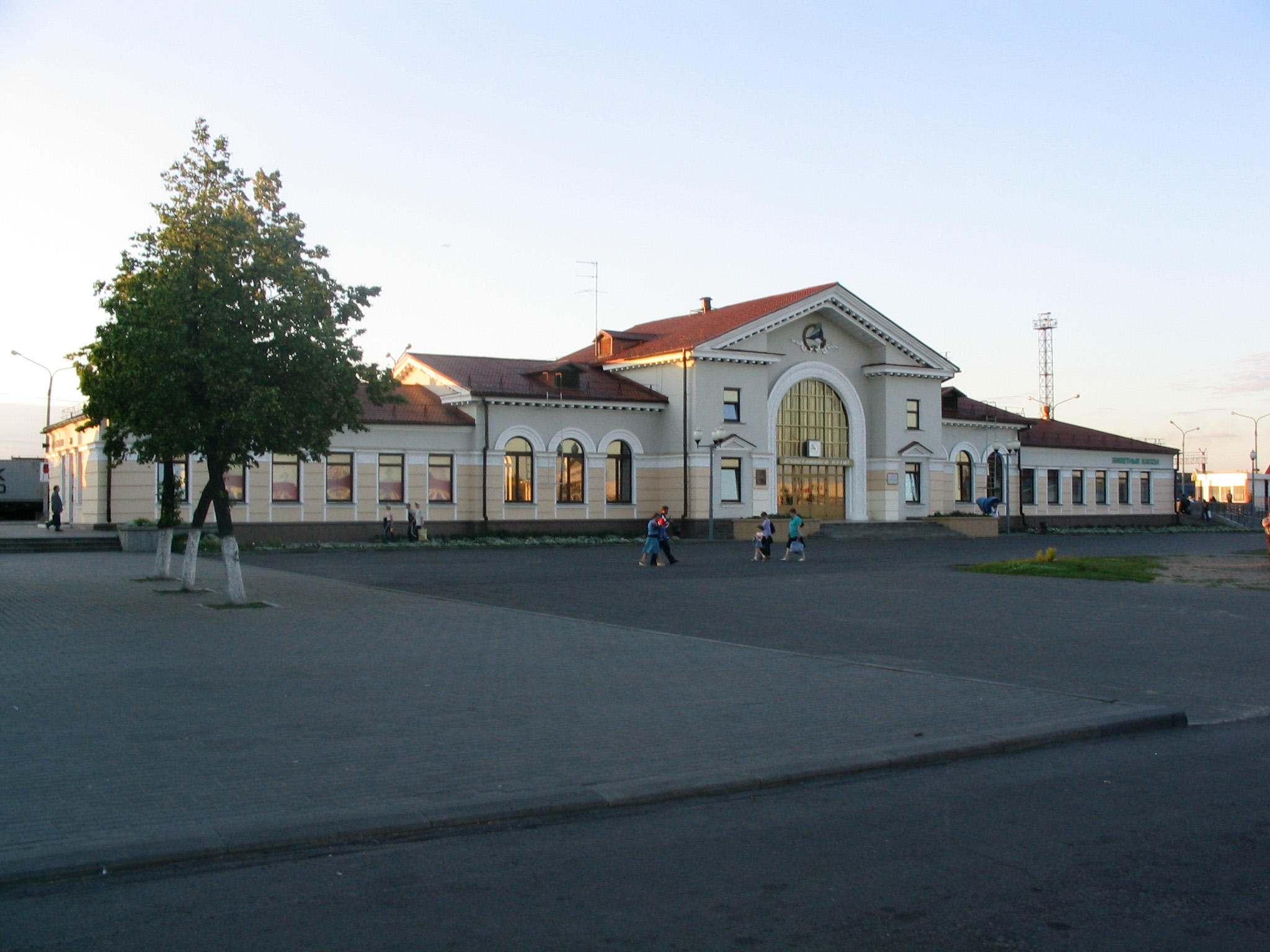
Станция Калинковичи

Узел железных дорог является одним из крупнейших в Беларуси.
Локомотивное депо Калинковичи осуществляет эксплуатацию и ремонт локомотивов. Имеет свой приписной парк локомотивов и соответствующее оборудование для их обслуживания.
Калинковичское локомотивное депо выполняет тяговое обслуживание грузового движения в направлениях:
- Калинковичи—Лунинец
- Калинковичи—Коростень
- Калинковичи—Жлобин—Осиповичи
- Калинковичи—Барбаров—Могилёв
- Калинковичи—Барбаров—Осиповичи

Пассажирского и пригородного движения на направлениях:
- Калинковичи—Житковичи—Лунинец
- Калинковичи—Гомель
- Калинковичи—Коростень

Город расположен на пересечении автодорог Кобрин — Калинковичи — Гомель — Добруш М10, Бобруйск — Паричи — Озаричи — Калинковичи — КПП Новая Рудня Р31.

## Здравоохранение
Действует Центральная районная больница, имеющая в своём составе районную и стоматологическую поликлинику.

## Образование
Из учреждений образования — Полесский государственный аграрный колледж имени В. Ф. Мицкевича, Калинковичский государственный колледж мелиорации (ранее — профессиональный аграрно-технический лицей, ПТУ-184 мелиоративного строительства), 7 общеобразовательных средних и одна базовая школа, гимназия, музыкальная, 2 спортивные школы: ДЮСШ № 1 и СДЮСШОР № 2, Центр творчества детей и молодёжи, детская школа искусств.

## Культура
- Дом культуры[47]
- 3 библиотеки[48]
- Краеведческий музей[49]

## События и мероприятия
- 6-15 сентября 2023 года — Марафон «17 граней единства», приуроченный ко Дню народного единства[50]

## Достопримечательность
- Церковь Казанской Иконы Божьей Матери
- Успенская церковь
- Католический храм
- Церковь христиан веры евангельской
- Мемориальная аллея Героев
- Аллея «Единство» (14.09.2022), Аллея деревьев (15.09.2022) ко Дню народного единства

### Памятник, скульптура
- Памятник В. И. Ленину
- Памятник-самолёт МиГ-15УТИ. Установлен в городском парке
- Мемориал Героям Советского Союза — освободителям города Калинковичи
- Обелиск советским лётчикам, повторившим подвиг экипажа Гастелло на бомбардировщике Пе-2
- Памятник Воинам-интернационалистам, погибшим в Афганистане
- Памятник жертвам фашизма
- Памятник партизанам, подпольщикам, членам комсомольско-молодёжной организации «Смугнар»
- Памятник-танк Т-34 в память о погибших воинах-танкистах 1-го гвардейского Донского танкового корпуса 68-й отдельной Калинковичской танковой бригады
- Паровоз-памятник ЭР 772-17
- Скульптура в память об аварии на Чернобыльской АЭС 26 апреля 1986 года
- Мемориальная доска, посвящённая деятельности подпольной организации героев-железнодорожников (2022). Установлена на здании железнодорожного вокзала станции Калинковичи[51][52].
- Памятные таблички заслуженным лесоводам БССР Сергею Кривенкову и Василию Быкову (2023). Установлены на здании лесхоза[53].
- Памятный знак (2023). Установлен около здания Калинковичского районного отдела по ЧС в честь 170-летия пожарной службы Беларуси[54].

### Туризм
Действуют в районе агроусадьба-музей народного юмора «Автюки» в деревне Малые Автюки, агроусадьбы «Стары шлях» деревни Ситни, «Жоўты брод», «Заимка Петровича», «Литвин» и другие.

## Галерея

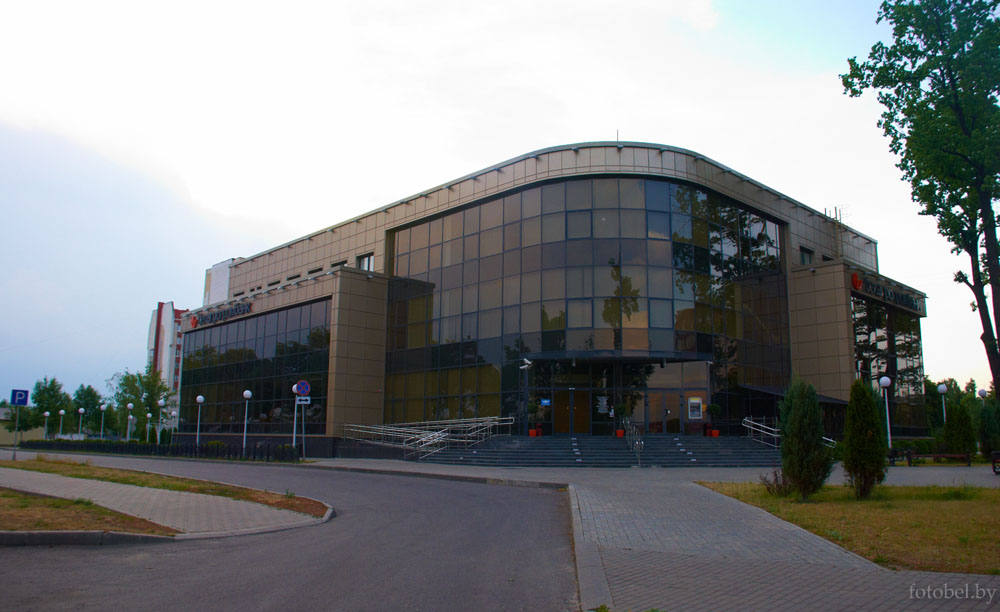
Банк
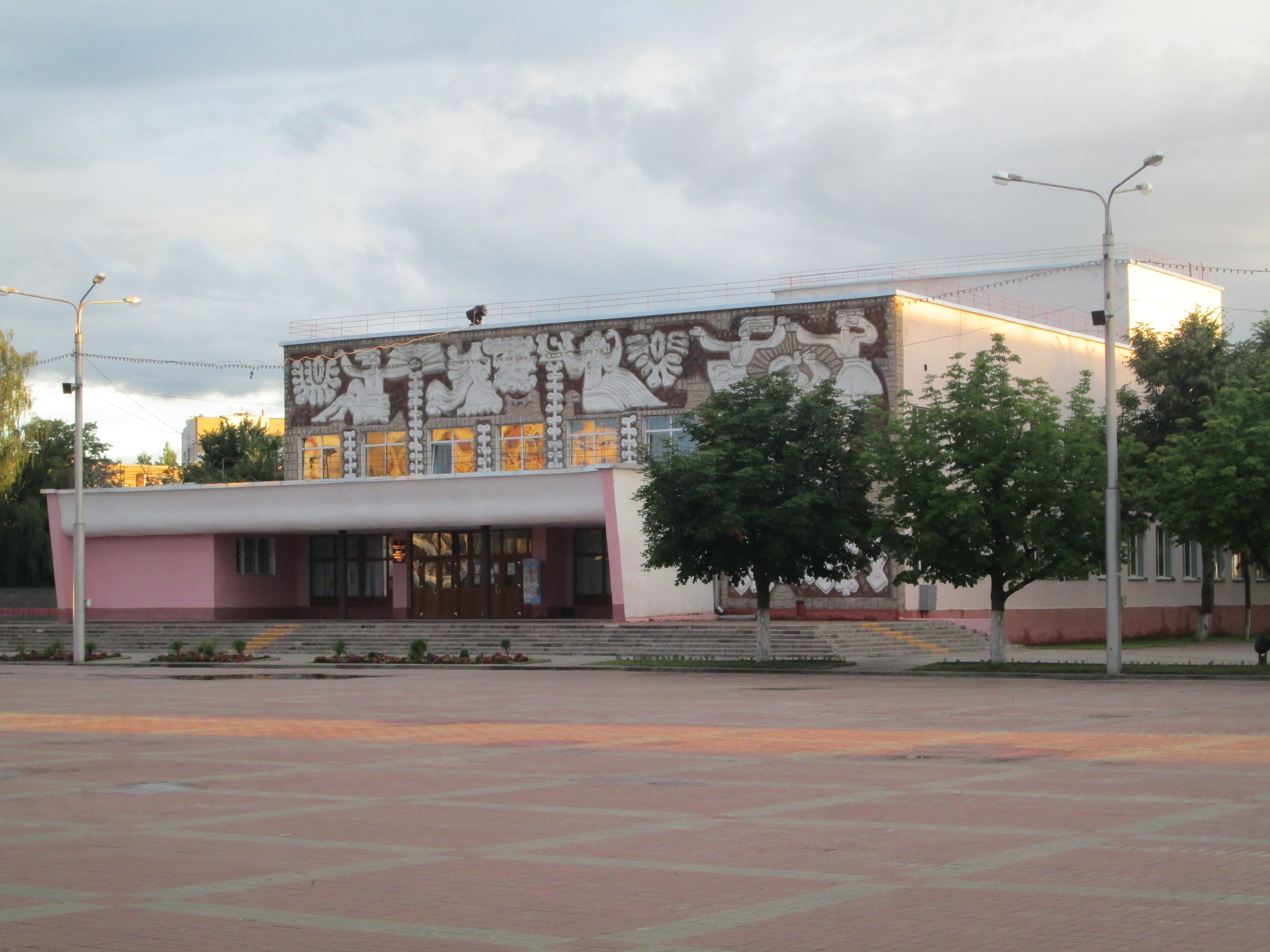
Дом культуры
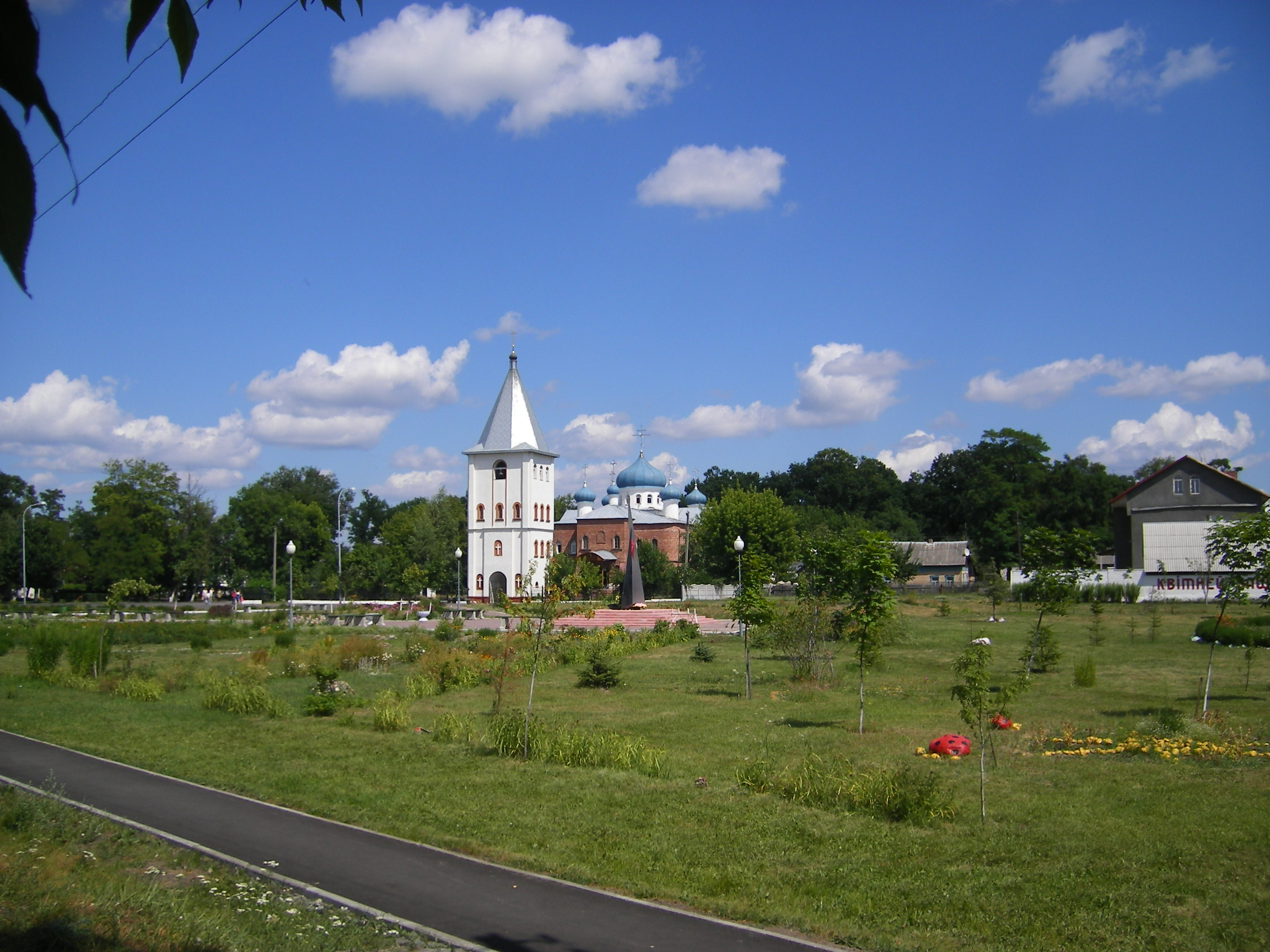
Церковь Казанской Иконы Божьей Матери, 2006 г.

## Город на старых снимках

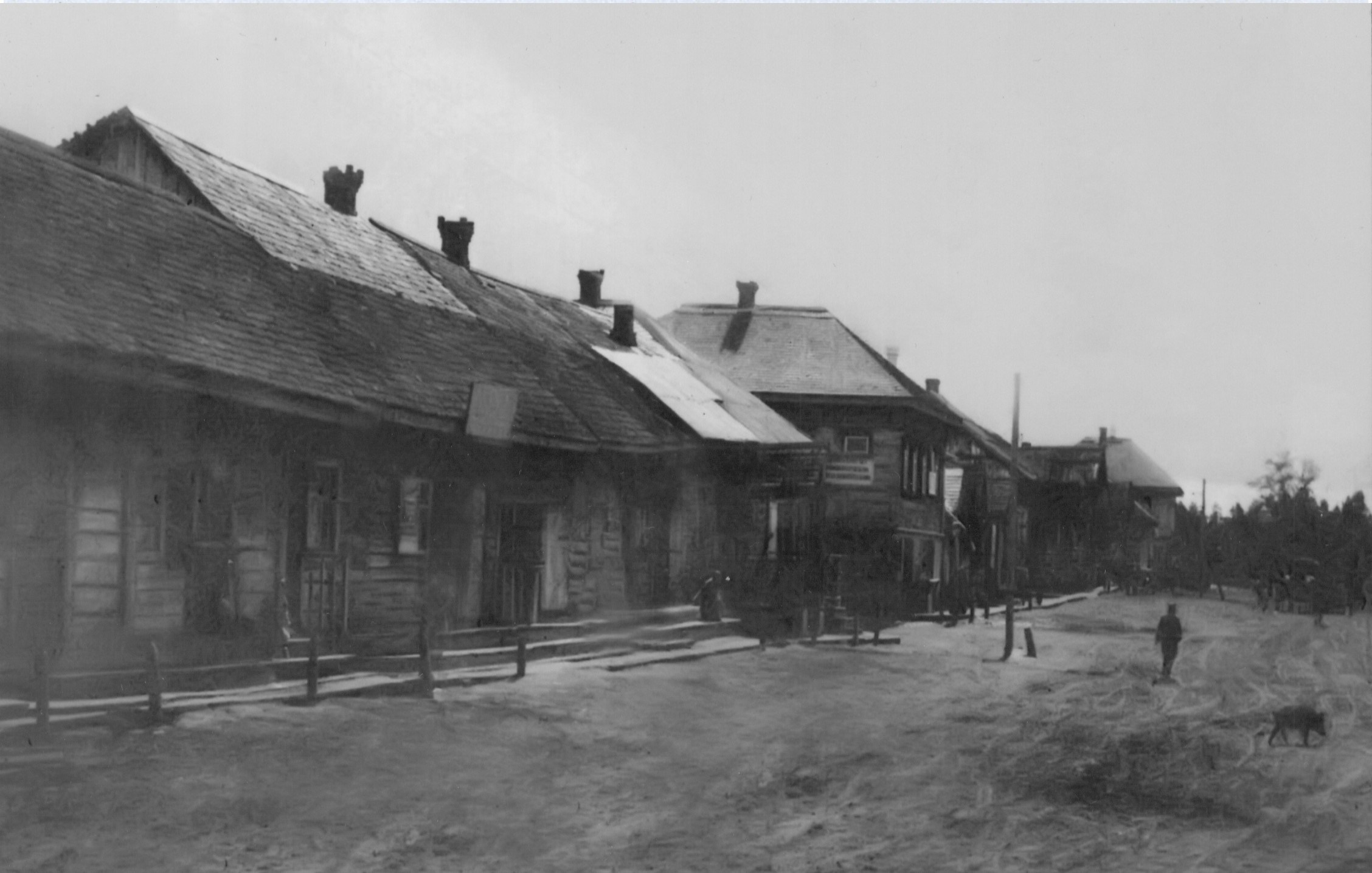
Улица Почтовая, 1905 г. (сейчас ул. Советская)
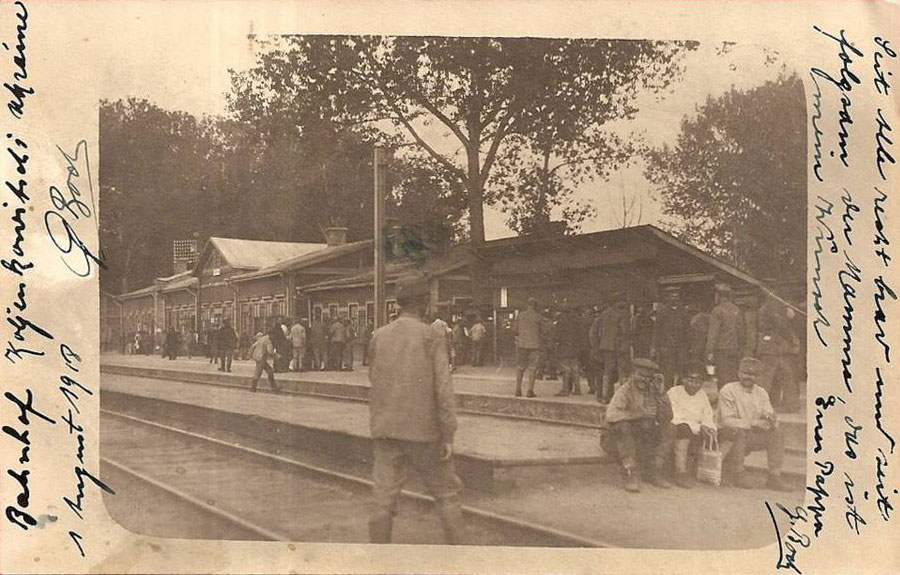
Железнодорожная станция (нем. Kaljenkowitschi), 1918 г.
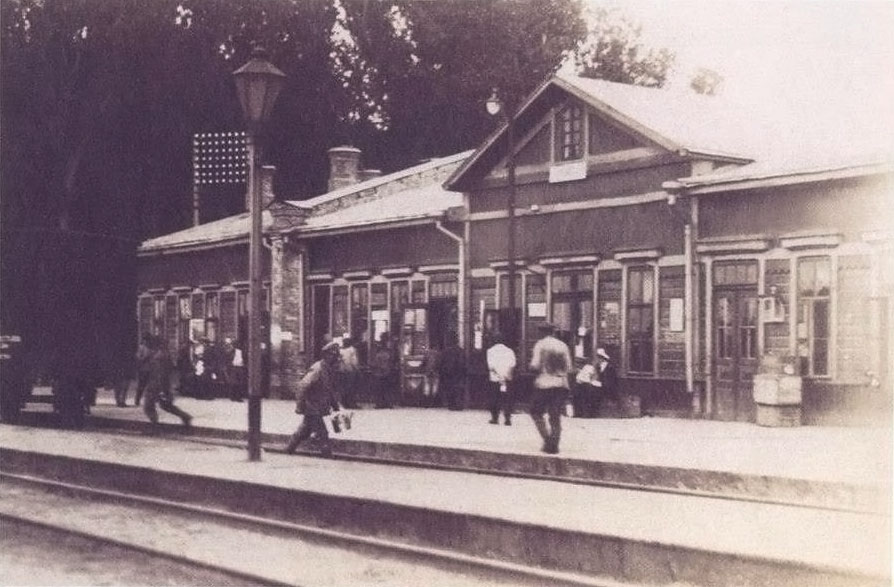
Железнодорожная станция, 1918 г.
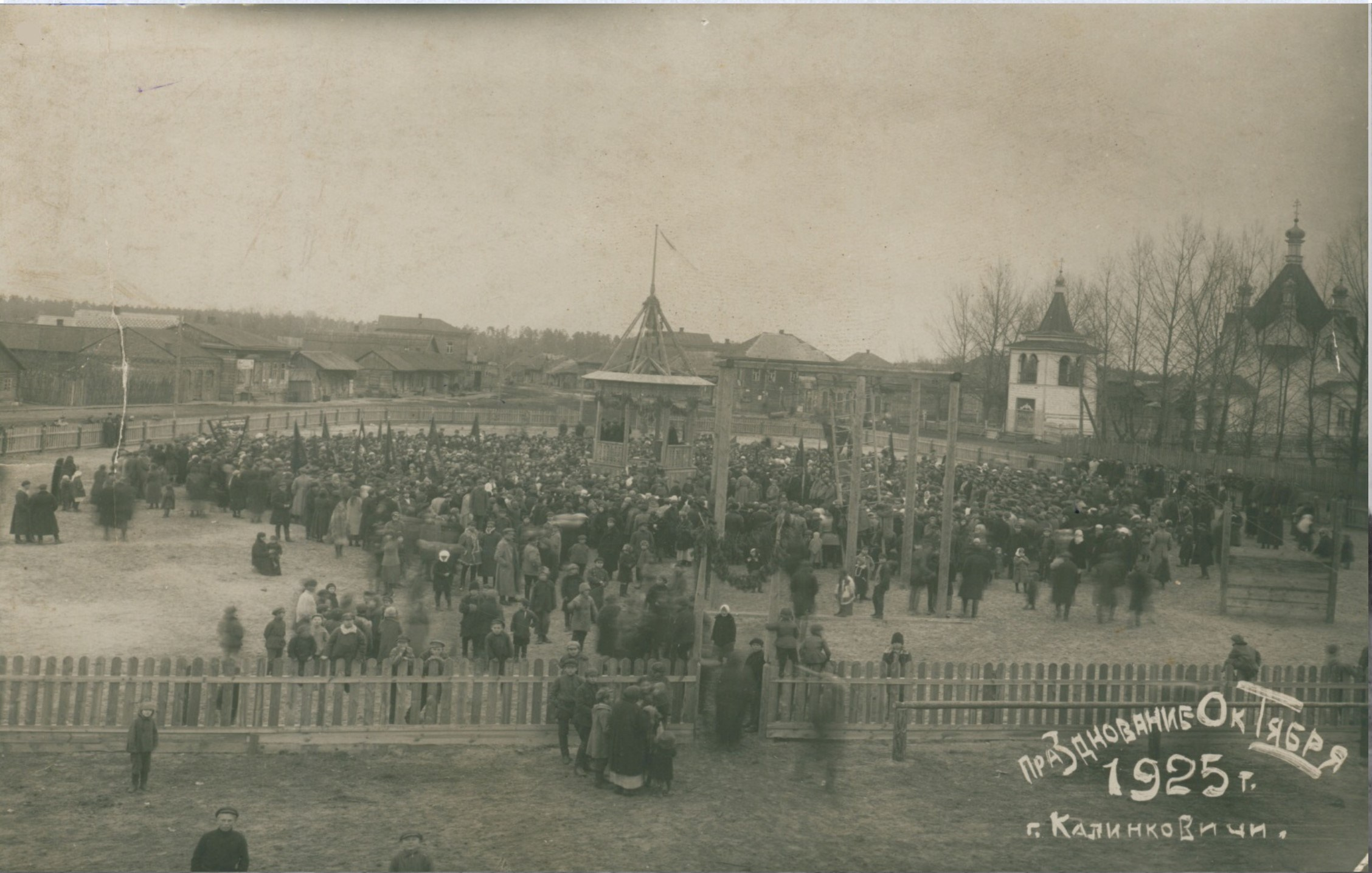
Рынок, 1925 г.
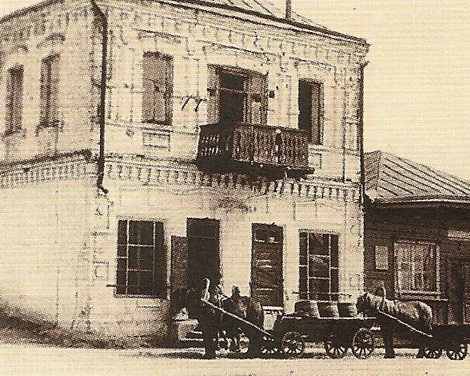
Улица почтовая. Каменица, до 1941 г.

## Спорт
В городе расположены две спортивные школы и физкультурно-спортивный клуб. Футбольный клуб «Вертикаль».

## СМИ
Издаётся газета «Калінкавіцкія навіны».

## Международное сотрудничество
Города-побратимы:
- Саранск, Россия. В годы войны 50 солдат из Мордовии помогали партизанам в боях под Калинковичами.
- Сальск, Россия

## Известные уроженцы и жители
- Кирилл Грищенко — белорусский борец греко-римского стиля, чемпион II Европейских Игр по греко-римской борьбе в тяжёлой весовой категории 130 кг (2019).
- Иегошуа Глоберман[ивр.] — генерал ЦАХАЛа.
- Казько, Виктор Афанасьевич[57] — белорусский прозаик, журналист, член Белорусского ПЕН-центра (1989).
- Каминский, Леонид Давыдович[58] — журналист, художник, писатель и литературный деятель.
- Коршуков, Евгений Иванович[59] — белорусский писатель, поэт, переводчик.
- Козелко, Константин Кондратьевич[60] — самодеятельный мастер-резчик по дереву, заслуженный деятель искусств БССР (1957).
- Красочко, Пётр Альбинович[61] — белорусский учёный в области ветеринарии и животноводства. Доктор ветеринарных наук (1997), доктор биологических наук (2009), профессор Витебской государственной академии ветеринарной медицины (с 2017 г.).
- Кэтрин Локк — американская актриса театра и кино 1930—1950-х годов.
- Лельчук, Семён Абрамович — белорусский поэт, писавший на идише. Член Союза писателей БССР[62].
- Липский, Владимир Степанович — белорусский писатель, общественный деятель, председатель жюри I фестиваля Всебелорусского фестиваля народного юмора. Почётный гражданин города (2005).
- Пурис, Борис Исаевич[63] — белорусский ученый в области гидродинамики, доктор технических наук.
- Пантелеенко, Фёдор Иванович[64] — белорусский ученый в области порошковой металлургии. Член-корреспондент Национальной академии наук Беларуси (2004), доктор технических наук (1992), профессор (1992). Заслуженный деятель науки Республики Беларусь (2011).
- Петрушенко, Роман Иванович — заслуженный мастер спорта Республики Беларусь, призёр Олимпийских игр 2004 года, победитель и призёр Олимпийских игр 2008 года, пятикратный Чемпион Мира, восьмикратный Чемпион Европы, Почётный гражданин города (2009).
- Сергиевич, Дмитрий Иванович[65] — белорусский писатель.
- Соломон Саймон — американский публицист, литературовед, автор книг для детей.
- Тимохов, Сергей Владимирович — художник, доцент, профессор, член Союза художников России, Почетный член Российской Академии Художеств.
- Телесин, Зиновий Львович[ивр.][66] — еврейский поэт белорусского происхождения.
- Щербин, Вячеслав Константинович[67] — белорусский языковед. Кандидат филологических наук (1983).